# Bladensburg
Bladensburg é uma cidade  localizada no estado americano de Maryland, no Condado de Prince George's.

## Demografia
Segundo o censo americano de 2000, a sua população era de 7661 habitantes. 
Em 2006, foi estimada uma população de 7813, um aumento de 152 (2.0%).

## Geografia
De acordo com o United States Census Bureau tem uma área de 
2,6 km², dos quais 2,6 km² cobertos por terra e 0,0 km² cobertos por água.

## Localidades na vizinhança
O diagrama seguinte representa as localidades num raio de 4 km ao redor de Bladensburg. 